# Godzilla 2: War of the Monsters
Godzilla 2: War of the Monsters is een computerspel voor de Nintendo Entertainment System, gebaseerd op het monster Godzilla.
Het spel is in feite een aangepaste versie van Godzilla: Monster of Monsters. De speler neemt de rol aan van een aantal militaire eenheden die moeten proberen Godzilla en andere monsters ervan te weerhouden steden te vernielen.
Dit spel werd uitgebracht in plaats van een eerder aangekondigd spel met Rodan in de hoofdrol. Het spel werd niet goed ontvangen, vooral vanwege het gebrek aan een plot en de (volgens veel spelers) lastige speelwijze.

## Monsters
- Godzilla: het titelmonster, en het meest voorkomende monster in het spel.
- Baragon: een tunnelgravend monster, gespecialiseerd in zich ondergronds verstoppen.
- Rodan: een vliegend monster. In de lucht is hij erg wendbaar, maar op de grond is hij kwetsbaar.
- Hedorah: een monster gemaakt uit vervuiling. In het water is hij praktisch onoverwinnelijk.
- King Ghidorah: een driekoppige ruimtedraak.
- Mothra: een mot-monster. Veranderd later in het spel van een tegenstander naar een bondgenoot.
- UFO: een ufo die lasers afvuurt.